# The Telephone Belle
The Telephone Belle è un cortometraggio muto del 1917 diretto da Herman C. Raymaker. Prodotto da Mack Sennett per la Triangle Film Corporation, il film aveva tra gli interpreti George Binns, Florence Clark, Maude Wayne e A. Edward Sutherland.

## Produzione
Girato con il titolo di lavorazione A Matrimonial Miss, il film fu prodotto da Mack Sennett per la Triangle Film Corporation. Hampton Del Ruth vi lavorò come assistente direttore di produzione.

## Distribuzione
Distribuito dalla Triangle Distributing, il film - un cortometraggio in una bobina - uscì nelle sale statunitensi il 18 febbraio 1917.